# Lista de vereadores de Santo André da 16.ª legislatura
Esta é a lista de vereadores de Santo André da 16.ª Legislatura, período que compreende de 1.º de janeiro de 2013 até 31 de dezembro de 2016.
| 15.ª legislatura | Lista de vereadores de Santo André da 16.ª legislatura | 17.ª legislatura |

## Mesa Diretora
A composição da mesa diretora da Câmara Municipal de Santo André durante os dois biênios da 16.ª Legislatura teve a seguinte formação:
| 1.º Biênio (2013-2014) | 1.º Biênio (2013-2014)                | 2.º Biênio (2015-2016) | 2.º Biênio (2015-2016)     |
| Presidência            | Presidência                           | Presidência            | Presidência                |
| ---------------------- | ------------------------------------- | ---------------------- | -------------------------- |
| Presidente             | Donizeti Pereira (PV)                 | Presidente             | Ronaldo de Castro (PRB)    |
| Vice-presidente        | Evilásio Santana Santos (Bahia) (DEM) | Vice-presidente        | Edson Sardano (PTB)        |
| Secretaria             |                                       |                        |                            |
| 1.º Secretário         | Elian Santana (PTdoB)                 | 1.º Secretário         | Almir Roberto Cicote (PSB) |
| 2.º Secretário         | Ivanildo Pereira Lobo (PDT)           | 2.º Secretário         | Ailton Lima (PTB)          |
| 3.º Secretário         | Ailton Lima (PTB)                     | 3.º Secretário         | Donizeti Pereira (PV)      |

## Parlamentares
| Parlamentar | Parlamentar                     | Imagem                                   | Partido | Partido                                          | Votos | %     | Notas                                                           | Posição      |
| ----------- | ------------------------------- | ---------------------------------------- | ------- | ------------------------------------------------ | ----- | ----- | --------------------------------------------------------------- | ------------ |
| 1.º         | Geraldo Aparecido Juliano       |                                          |         | Partido do Movimento Democrático Brasileiro PMDB | 8.551 | 2,26% | [ 3 ]                                                           | Oposição     |
| 1.º         | Geraldo Aparecido Juliano       | Partido Socialista Brasileiro PSB        |         |                                                  | 8.551 | 2,26% | [ 3 ]                                                           | Oposição     |
| 2.º         | Luiz Zacarias                   |                                          |         | Partido Trabalhista Brasileiro PTB               | 6.330 | 1,67% | [ 3 ]                                                           | Oposição     |
| 3.º         | Ailton Jose de Lima             |                                          |         | Partido Trabalhista Brasileiro PTB               | 5.746 | 1,52% | [ 3 ]                                                           | Independente |
| 3.º         | Ailton Jose de Lima             | Solidariedade                            |         |                                                  | 5.746 | 1,52% | [ 3 ]                                                           | Independente |
| 4.º         | Almir Roberto Cicote            |                                          |         | Partido Socialista Brasileiro PSB                | 5.736 | 1,52% | [ 3 ]                                                           | Oposição     |
| 5.º         | José de Araújo                  |                                          |         | Partido do Movimento Democrático Brasileiro PMDB | 5.303 | 1,40% | [ 3 ]                                                           | Governo      |
| 5.º         | José de Araújo                  | Partido Social Democrático PSD           |         |                                                  | 5.303 | 1,40% | [ 3 ]                                                           | Governo      |
| 6.º         | Antônio De Jesus Barbosa        |                                          |         | Democratas DEM                                   | 4.744 | 1,26% | [ 3 ]                                                           | Independente |
| 6.º         | Antônio De Jesus Barbosa        | Partido da Mobilização Nacional PMN      |         |                                                  | 4.744 | 1,26% | [ 3 ]                                                           | Independente |
| 7.º         | Eduardo Leite                   |                                          |         | Partido dos Trabalhadores PT                     | 4.670 | 1,24% | [ 3 ]                                                           | Governo      |
| 8.º         | Roberto Alves Rautenberg        |                                          |         | Partido Trabalhista Brasileiro PTB               | 4.628 | 1,22% | [ 3 ]                                                           | Oposição     |
| 8.º         | Roberto Alves Rautenberg        | Partido Republicano Brasileiro PRB       |         |                                                  | 4.628 | 1,22% | [ 3 ]                                                           | Oposição     |
| 9.º         | Edson Sardano                   |                                          |         | Partido Trabalhista Brasileiro PTB               | 4.436 | 1,17% | [ 3 ]                                                           | Oposição     |
| 10.º        | Evilásio Santana Santos         |                                          |         | Democratas DEM                                   | 4.295 | 1,14% | [ 3 ]                                                           | Oposição     |
| 11.º        | Ronaldo De Castro               |                                          |         | Partido Republicano Brasileiro PRB               | 4.165 | 1,10% | [ 3 ]                                                           | Oposição     |
| 12.º        | Montorinho                      |                                          |         | Partido dos Trabalhadores PT                     | 3.961 | 1,05% | [ 3 ]                                                           | Governo      |
| 13.º        | Aparecido Donizeti Pereira      |                                          |         | Partido Verde PV                                 | 3.952 | 1,05% | [ 3 ]                                                           | Oposição     |
| 14.ª        | Bete Siraque                    |                                          |         | Partido dos Trabalhadores PT                     | 3.615 | 0,96% | [ 3 ]                                                           | Governo      |
| 15.º        | Luiz Alberto Ferreira De Araujo |                                          |         | Partido dos Trabalhadores PT                     | 3.336 | 0,88% | [ 3 ]                                                           | Governo      |
| 16.º        | Tiago Nogueira                  |                                          |         | Partido dos Trabalhadores PT                     | 3.256 | 0,86% | [ 3 ]                                                           | Governo      |
| 17.º        | Elian Saraiva                   |                                          |         | Partido Trabalhista do Brasil PTdoB              | 3.137 | 0,83% | [ 3 ]                                                           | Independente |
| 17.º        | Elian Saraiva                   | Partido Republicano da Ordem Social PROS |         |                                                  | 3.137 | 0,83% | [ 3 ]                                                           | Independente |
| 17.º        | Elian Saraiva                   | Solidariedade                            |         |                                                  | 3.137 | 0,83% | [ 3 ]                                                           | Independente |
| 18.º        | Marcos Rodrigues Pinchiari      |                                          |         | Partido Trabalhista do Brasil PTdoB              | 2.797 | 0,74% | [ 3 ]                                                           | Oposição     |
| 18.º        | Marcos Rodrigues Pinchiari      | Partido Republicano da Ordem Social PROS |         |                                                  | 2.797 | 0,74% | [ 3 ]                                                           | Oposição     |
| 18.º        | Marcos Rodrigues Pinchiari      | Partido Trabalhista Brasileiro PTB       |         |                                                  | 2.797 | 0,74% | [ 3 ]                                                           | Oposição     |
| 19.º        | Cosmo Rodrigues Cardoso         |                                          |         | Partido Democrático Trabalhista PDT              | 2.719 | 0,72% | Foi assassinado no exercício do mandato em 10 de março de 2015. | Oposição     |
| 20.º        | Ivanildo Pereira Lobo           |                                          |         | Partido Democrático Trabalhista PDT              | 2.319 | 0,61% | [ 3 ]                                                           | Independente |
| 20.º        | Ivanildo Pereira Lobo           | Solidariedade                            |         |                                                  | 2.319 | 0,61% | [ 3 ]                                                           | Independente |
| 21.º        | Antônio Rodrigues da Silva      |                                          |         | Partido Republicano Progressista PRP             | 2.189 | 0,58% | [ 3 ]                                                           | Governo      |
| 21.º        | Antônio Rodrigues da Silva      | Partido da Mulher Brasileira PMB         |         |                                                  | 2.189 | 0,58% | [ 3 ]                                                           | Governo      |

## Suplentes
| Parlamentar | Parlamentar     | Imagem                         | Partido | Partido                             | Votos | %     | Notas                                                                     | Titular                 | Ref.  | Posição  |
| ----------- | --------------- | ------------------------------ | ------- | ----------------------------------- | ----- | ----- | ------------------------------------------------------------------------- | ----------------------- | ----- | -------- |
| -           | Carlos Ferreira |                                |         | Partido Democrático Trabalhista PDT | 1.812 | 0,49% | Assumiu o mandato após a morte de Cosmo Rodrigues em 15 de março de 2015. | Cosmo Rodrigues Cardoso | [ 3 ] | Oposição |
| -           | Carlos Ferreira | Partido Popular Socialista PPS |         |                                     | 1.812 | 0,49% | Assumiu o mandato após a morte de Cosmo Rodrigues em 15 de março de 2015. | Cosmo Rodrigues Cardoso | [ 3 ] | Oposição |

## Comissões
| Comissões Permanentes                                          | 2013                             | 2013                             | 2013  |
| Comissões Permanentes                                          | Presidente                       | Membros                          | Ref.  |
| -------------------------------------------------------------- | -------------------------------- | -------------------------------- | ----- |
| Comissão de Justiça e Redação                                  | Luiz Zacarias (PTB)              | Edson Sardano (PTB)              | [ 6 ] |
| Comissão de Justiça e Redação                                  | Luiz Zacarias (PTB)              | Antônio De Jesus (DEM)           | [ 6 ] |
| Comissão de Finanças e Orçamento                               | Almir Cicote (PSB)               | Cosmo Rodrigues (PDT)            | [ 6 ] |
| Comissão de Finanças e Orçamento                               | Almir Cicote (PSB)               | Antônio De Jesus (DEM)           | [ 6 ] |
| Comissão de Desenvolvimento Urbano                             | Luiz Zacarias (PTB)              | Marcos Pinchiari (PTdoB)         | [ 6 ] |
| Comissão de Desenvolvimento Urbano                             | Luiz Zacarias (PTB)              | Montorinho (PT)                  | [ 6 ] |
| Comissão de Educação e Cultura                                 | Bete Siraque (PT)                | Montorinho (PT)                  | [ 6 ] |
| Comissão de Educação e Cultura                                 | Bete Siraque (PT)                | Antônio Rodrigues da Silva (PRP) | [ 6 ] |
| Comissão de Cidadania, Direitos Humanos e Assistência Social   | Eduardo Leite (PT)               | Luiz Alberto (PT)                | [ 6 ] |
| Comissão de Cidadania, Direitos Humanos e Assistência Social   | Eduardo Leite (PT)               | Ronaldo De Castro (PRB)          | [ 6 ] |
| Comissão de Saúde, Saneamento Básico, Ecologia e Meio Ambiente | Marcos Pinchiari (PTdoB)         | Cosmo Rodrigues (PDT)            | [ 6 ] |
| Comissão de Saúde, Saneamento Básico, Ecologia e Meio Ambiente | Marcos Pinchiari (PTdoB)         | Roberto Alves Rautenberg (PRB)   | [ 6 ] |
| Comissão de Segurança Pública                                  | Luiz Alberto (PT)                | Edson Sardano (PTB)              | [ 6 ] |
| Comissão de Segurança Pública                                  | Luiz Alberto (PT)                | Bete Siraque (PT)                | [ 6 ] |
| Comissões Permanentes                                          | 2014                             | 2014                             | 2014  |
| Comissões Permanentes                                          | Presidente                       | Membros                          | Ref.  |
| Comissão de Justiça e Redação                                  | Luiz Alberto (PT)                | Luiz Zacarias (PTB)              | [ 7 ] |
| Comissão de Justiça e Redação                                  | Luiz Alberto (PT)                | Ronaldo De Castro (PRB)          | [ 7 ] |
| Comissão de Finanças e Orçamento                               | Antônio De Jesus (Solidariedade) | Cosmo Rodrigues (PDT)            | [ 7 ] |
| Comissão de Finanças e Orçamento                               | Antônio De Jesus (Solidariedade) | José de Araújo (PMDB)            | [ 7 ] |
| Comissão de Desenvolvimento Urbano                             | Montorinho (PT)                  | Marcos Pinchiari (PROS)          | [ 7 ] |
| Comissão de Desenvolvimento Urbano                             | Montorinho (PT)                  | Antônio Rodrigues da Silva (PRP) | [ 7 ] |
| Comissão de Educação e Cultura                                 | Bete Siraque (PT)                | Antônio De Jesus (Solidariedade) | [ 7 ] |
| Comissão de Educação e Cultura                                 | Bete Siraque (PT)                | Edson Sardano (PTB)              | [ 7 ] |
| Comissão de Cidadania, Direitos Humanos e Assistência Social   | Bete Siraque (PT)                | Almir Cicote (PSB)               | [ 7 ] |
| Comissão de Cidadania, Direitos Humanos e Assistência Social   | Bete Siraque (PT)                | Roberto Alves Rautenberg (PRB)   | [ 7 ] |
| Comissão de Saúde, Saneamento Básico, Ecologia e Meio Ambiente | Marcos Pinchiari (PROS)          | Eduardo Leite (PT)               | [ 7 ] |
| Comissão de Saúde, Saneamento Básico, Ecologia e Meio Ambiente | Marcos Pinchiari (PROS)          | Sgt. Juliano (PMDB)              | [ 7 ] |
| Comissão de Segurança Pública                                  | Antônio De Jesus (Solidariedade) | Luiz Alberto (PT)                | [ 7 ] |
| Comissão de Segurança Pública                                  | Antônio De Jesus (Solidariedade) | Edson Sardano (PTB)              | [ 7 ] |
| Comissões Permanentes                                          | 2015                             | 2015                             | 2015  |
| Comissões Permanentes                                          | Presidente                       | Membros                          | Ref.  |
| Comissão de Justiça e Redação                                  | Roberto Rautenberg (PTB)         | Sgt. Lôbo (Solidariedade)        | [ 8 ] |
| Comissão de Justiça e Redação                                  | Roberto Rautenberg (PTB)         | Evilásio Santana Santos (DEM)    | [ 8 ] |
| Comissão de Finanças e Orçamento                               | Antônio De Jesus (Solidariedade) | Luiz Zacarias (PTB)              | [ 8 ] |
| Comissão de Finanças e Orçamento                               | Antônio De Jesus (Solidariedade) | Carlos Ferreira (PDT)            | [ 8 ] |
| Comissão de Desenvolvimento Urbano                             | Luiz Zacarias (PTB)              | Antônio De Jesus (Solidariedade) | [ 8 ] |
| Comissão de Desenvolvimento Urbano                             | Luiz Zacarias (PTB)              | Antônio Rodrigues da Silva (PRP) | [ 8 ] |
| Comissão de Educação e Cultura                                 | Bete Siraque (PT)                | Elian Saraiva (PROS)             | [ 8 ] |
| Comissão de Educação e Cultura                                 | Bete Siraque (PT)                | Luiz Zacarias (PTB)              | [ 8 ] |
| Comissão de Cidadania, Direitos Humanos e Assistência Social   | Luiz Alberto (PT)                | José de Araújo (PMDB)            | [ 8 ] |
| Comissão de Cidadania, Direitos Humanos e Assistência Social   | Luiz Alberto (PT)                | Montorinho (PT)                  | [ 8 ] |
| Comissão de Saúde, Saneamento Básico, Ecologia e Meio Ambiente | Eduardo Leite (PT)               | Marcos Pinchiari (PROS)          | [ 8 ] |
| Comissão de Saúde, Saneamento Básico, Ecologia e Meio Ambiente | Eduardo Leite (PT)               | José de Araújo (PMDB)            | [ 8 ] |
| Comissão de Segurança Pública                                  | Eduardo Leite (PT)               | Sgt. Lôbo (Solidariedade)        | [ 8 ] |
| Comissão de Segurança Pública                                  | Eduardo Leite (PT)               | Bete Siraque (PT)                | [ 8 ] |
| Comissões Permanentes                                          | 2016                             | 2016                             | 2016  |
| Comissões Permanentes                                          | Presidente                       | Membros                          | Ref.  |
| Comissão de Justiça e Redação                                  | Roberto Rautenberg (PTB)         | Sargento Lobo (Solidariedade)    | [ 9 ] |
| Comissão de Justiça e Redação                                  | Roberto Rautenberg (PTB)         | Evilásio Santana Santos (DEM)    | [ 9 ] |
| Comissão de Finanças e Orçamento                               | Antônio De Jesus (PMN)           | Luiz Zacarias (PTB)              | [ 9 ] |
| Comissão de Finanças e Orçamento                               | Antônio De Jesus (PMN)           | Carlos Ferreira (PPS)            | [ 9 ] |
| Comissão de Desenvolvimento Urbano                             | Luiz Zacarias (PTB)              | Antônio De Jesus (PMN)           | [ 9 ] |
| Comissão de Desenvolvimento Urbano                             | Luiz Zacarias (PTB)              | Antônio Rodrigues da Silva (PMB) | [ 9 ] |
| Comissão de Educação e Cultura                                 | Bete Siraque (PT)                | Elian Saraiva (Solidariedade)    | [ 9 ] |
| Comissão de Educação e Cultura                                 | Bete Siraque (PT)                | Luiz Zacarias (PTB)              | [ 9 ] |
| Comissão de Cidadania, Direitos Humanos e Assistência Social   | Luiz Alberto (PT)                | José de Araújo (PSD)             | [ 9 ] |
| Comissão de Cidadania, Direitos Humanos e Assistência Social   | Luiz Alberto (PT)                | Montorinho (PT)                  | [ 9 ] |
| Comissão de Saúde, Saneamento Básico, Ecologia e Meio Ambiente | Eduardo Leite (PT)               | Marcos Pinchiari (PTB)           | [ 9 ] |
| Comissão de Saúde, Saneamento Básico, Ecologia e Meio Ambiente | Eduardo Leite (PT)               | José de Araújo (PSD)             | [ 9 ] |
| Comissão de Segurança Pública                                  | Eduardo Leite (PT)               | Sgt. Lôbo (Solidariedade)        | [ 9 ] |
| Comissão de Segurança Pública                                  | Eduardo Leite (PT)               | Bete Siraque (PT)                | [ 9 ] |